# Ñihuari
Ñihuari, ime za skupinu Huaorani Indijanaca koja se pod vodstvom čovjeka koji se zvao Ñame, odvojila 1989. od ostatka skupine iz sela Dayuno koje je kao i selo Toñampare bilo pod utjecajem misije, i naselili se na rijeci Shiripuno osnovavši naselje Quehueire Ono. Do odvanjanja dolazi zbog povratka plemena tradicionalnom načinu života plemena Huaorani.
Ni ova skupina nije dugo ostala be utjecaja sa strane, pa se u naselju uskoro podigla škola, a 1993. broj stanovnika sela narastao je na 223.